# Virket
Virket  er en landsby på Falster beliggende i i Falkerslev Sogn ca. 2 kilometer vest for for Falkerslev. Byen ligger i Guldborgsund Kommune og tilhører Region Sjælland.
Virket er det samme ord som værk i betydningen fæstning. Her gik voldsystemet Falsters Virke tværs igennem Hannenov Skov, som en beskyttelse mod vendernes fremfærd i det 12. århundrede. 

## Historie
Hos Saxo Grammaticus står der, at falstringerne i midten af det 12. århundrede ofte flygtede til et stort befæstningsanlæg for at undslippe de vendiske flåders hærgen. Her mentes sandsynligvis det enorme voldanlæg, Falsters Virke, som ligger lige omkring Virket. På oldnordisk betød "Wirki" befæstning, hvilket også kendes fra Dannevirke. 
Virket nævnes i omkring 1250 (Wirky) og blev udskiftet 1805-07.
Tidligere lå der her en hovedgård. I 1430 og 1452 nævnes landsdommer Mogens Falster til Virket, og igen i 1472 og 1494 Jørgen Falster til Virket, hvis søn, Laurids Falster endnu levede i 1536. En datter af Jørgen Falster blev gift med Anders Josephsen Bielke i Bellinge, deres efterkommere kaldte sig Falster. Mogens Falster Bielke ejede Virket i 1546.
Et mindesmærke i form af et bystævne med en stor sten med 16 mindre sten i en halvkreds herom er rejst i 1947 til minde om, at bønderne i 1766 blev selvejende.
I 2016 startede en arkæologisk undersøgelse af højdedraget ved Virketsøen af Museum Lolland-Falster, der i folkemunde kaldes Trygge Slot.